# Camera di decompressione

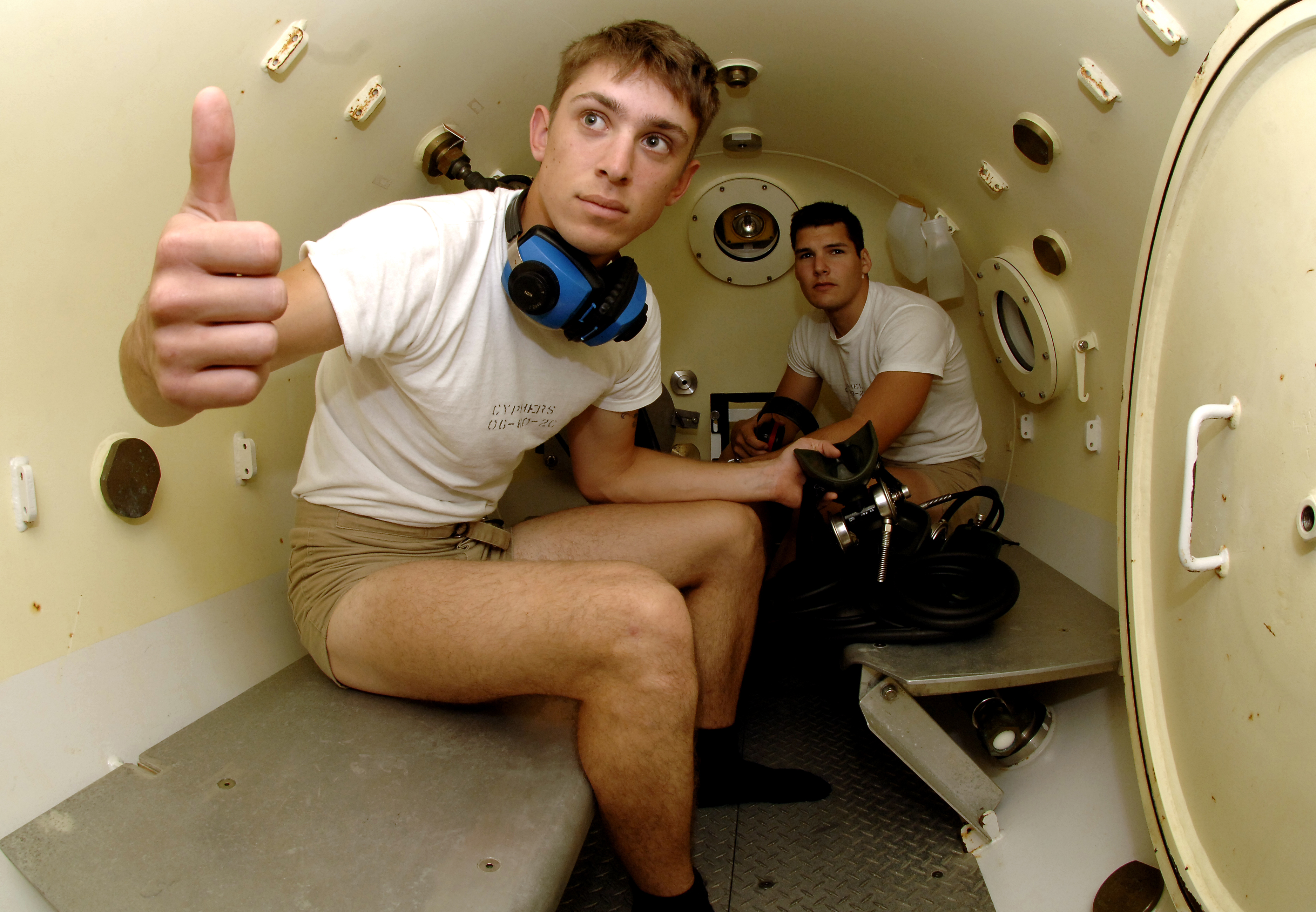
Due marinai della US Navy in una camera di decompressione durante un addestramento.

La camera di decompressione è un apparato in grado di sopportare la pressione di aria al suo interno (superiore a quella atmosferica, da cui il termine "iperbarica") e che permette di ospitare persone che abbiano la necessità di essere sottoposte a un trattamento iperbarico di decompressione, nel caso di subacquei per inosservanza di decompressione, o per necessità di terapia iperbarica nel caso di pazienti affetti da diverse patologie. Deve il suo nome al fatto che la sua invenzione è derivata dalla necessità di effettuare le soste di decompressione da parte dei palombari; in seguito ha assunto altri nomi a seconda dell'utilizzo: camera di ricompressione, camera per terapia iperbarica, o camera iperbarica; quest'ultimo è il nome tecnico dell'apparato, che viene così denominato ufficialmente.

## L'inventore
La camera di decompressione, così come è oggi concepita e in grado di essere facilmente trasportata e collocata a bordo di imbarcazioni e navi, venne inventata nel 1916 da Alberto Gianni, noto palombaro della SO.RI.MA., dopo una grave embolia, e soprattutto stanco di dover fare le lunghe soste di decompressione in acqua, alla quale erano costretti tutti i palombari all'epoca dopo avere superato i limiti di non decompressione. Inizialmente l'inventore la chiamò cassa disazotatrice, in seguito venne chiamata cassa di decompressione e poi assunse il nome definitivo attuale. La società Draeger, una delle prime aziende produttrici di attrezzature e sistemi di respirazione e di sicurezza per l'industria mineraria e poi subacquea in seguito presentò il primo modello di serie.

## Caratteristiche

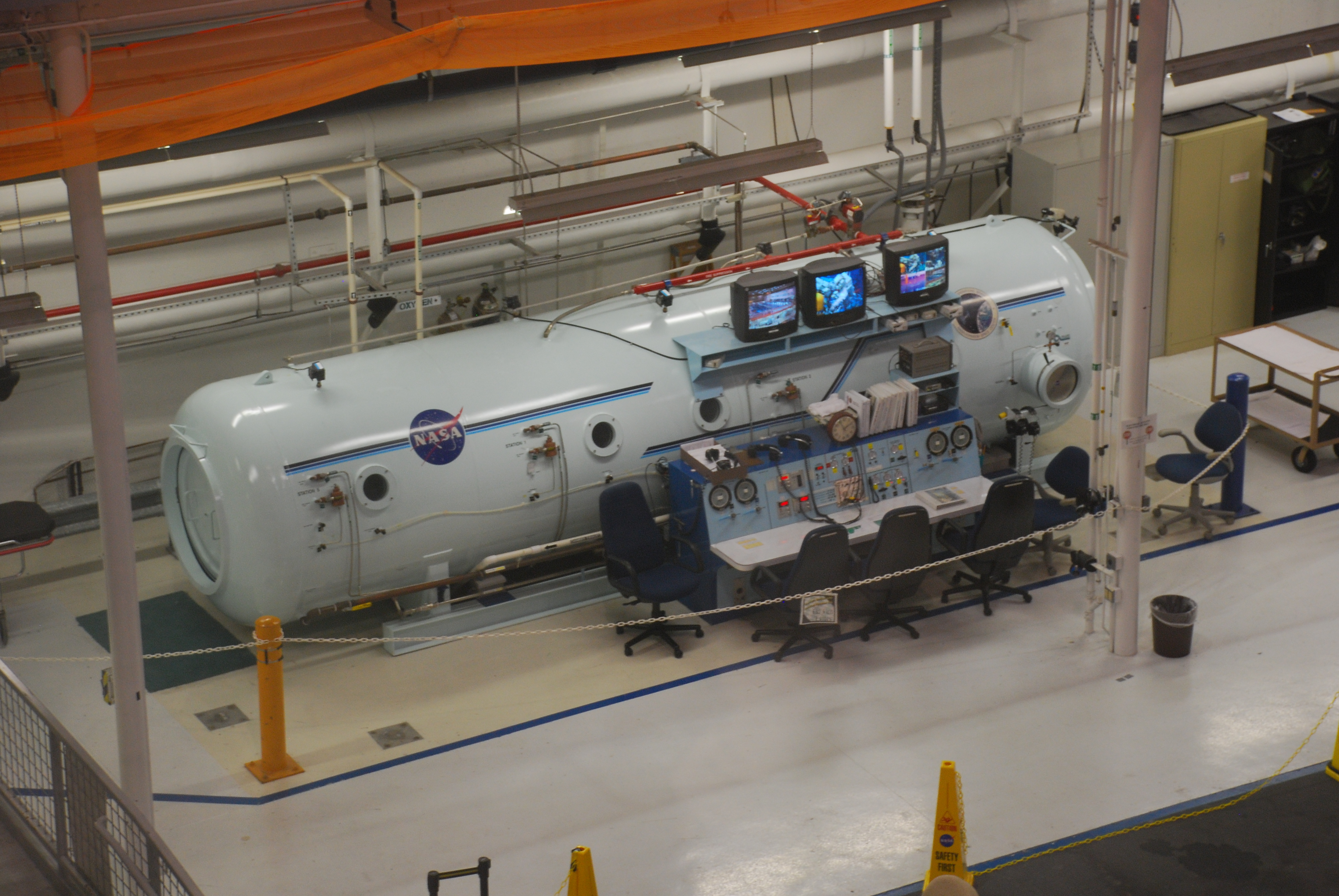
Moderna camera di decompressione presso la NASA

Consiste in un involucro cilindrico generalmente di metallo, ma anche in materiale acrilico trasparente o tessuto, e resistente a seconda delle tipologie alle medie o alte pressioni, chiuso da portelli ermetici e collegato a bombole di aria compressa respirabile e ossigeno ed eventualmente altro gas, (elio), che viene immesso per generare una pressione differente da quella atmosferica e per permettere la respirazione all'interno. I modelli utilizzati presso i centri iperbarici sono in grado di ospitare numerose persone e hanno ambienti separati ma collegati, per consentire il passaggio di pazienti e/o personale medico dall'interno verso l'esterno e viceversa permettendo la compensazione degli ambienti. Sono quindi stazioni fisse e di grandi dimensioni e con strumentazione di gestione e monitoraggio molto sofisticata, che comprende sistemi di comunicazione audio video. In certi casi può essere allestita una vera e propria sala operatoria, per delicati e particolari interventi, e nel caso si tratti di intervenire su un embolizzato con traumi e ferite causate durante una immersione.

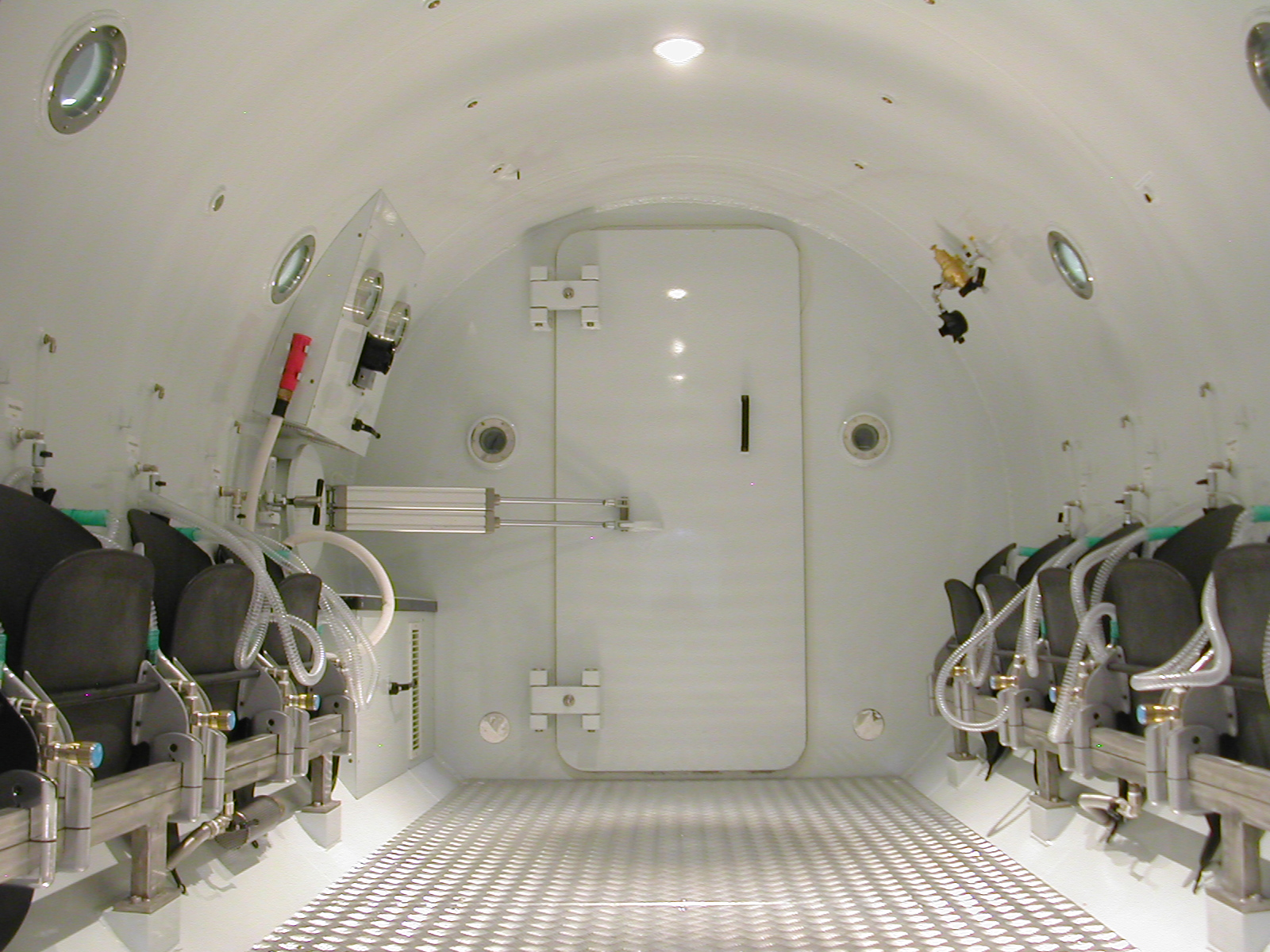
Vista interna di una camera iperbarica multiposto per ossigenoterapia iperbarica in ambito ospedaliero

Vi sono poi modelli portatili monoposto o a due posti che trovano sistemazione a bordo di imbarcazioni, furgoni, elicotteri e aerei, alcune sono direttamente equipaggiate con sistema di traino omologato e quindi carrellabili e trainabili dai mezzi di soccorso e/o ambulanze che permettono il recupero di embolizzati e il relativo trasporto presso il centro e successivamente il trasbordo nella camera iperbarica principale del centro tramite le flangiature di connessione e successiva compensazione della pressione. Sono stati costruiti e sono attualmente commercializzati anche modelli di camera di decompressione gonfiabili, realizzate con tessuti non traspiranti ad altissima resistenza, e chiusura con cerniera stagna del tutto simile a quelle delle mute subacquee speciali. Molto utili per essere trasportate ovunque, vengono utilizzate per poter effettuare terapie iperbariche a domicilio e talvolta per immersioni esplorative in ambienti carsici molto vasti e poco accessibili. Queste ultime hanno un prezzo molto competitivo e sono una soluzione alternativa molto valida soprattutto nel caso di emergenze dove non vi siano centri iperbarici o non sia possibile trasportare il paziente.
Spesso i termini camera di decompressione, camera di ricompressione o camera per terapia iperbarica o camera iperbarica sono usati a seconda dell'uso:
- una camera di compressione viene utilizzata per trattare, ad esempio, la malattia da decompressione dei subacquei;
- una camera per terapia iperbarica viene utilizzata negli ospedali o nei centri iperbarici per trattare i pazienti che possono trarre giovamento da questa terapia particolare.

Nel caso dei subacquei sportivi o sommozzatori professionisti, la camera iperbarica viene usata a seguito di permanenze subacquee oltre i limiti di non decompressione, per eseguire ricompressioni e successive decompressioni, atte a evitare rischi e complicazioni relative nel caso di mancato rispetto dei tempi limite di immersione, ed eventuali terapie iperbariche nel caso si siano verificati sintomi di malattia da decompressione e sia necessario sottoporre i subacquei colpiti da embolia gassosa arteriosa e/o traumatica (sovradistenzione ed enfisema polmonare), e comunque nei casi in cui sia richiesta una pressione differente da quella atmosferica. Consente quindi di eliminare i disagi e i rischi di una lunga decompressione subacquea in acqua, in casi di pericolo o di situazioni estreme quali quelle necessarie per immersioni professionali o attività esplorative soprattutto in acque fredde. Creata inizialmente per solo uso subacqueo, per i particolari vantaggi terapeutici, dati dalla maggior vascolarità e distribuzione di ossigeno nei tessuti in iperbaria, viene prevalentemente utilizzata ora presso strutture ospedaliere e ambulatoriali per prestazione di terapie di vario genere quali l'ossigenoterapia iperbarica.

## Uso della camera iperbarica

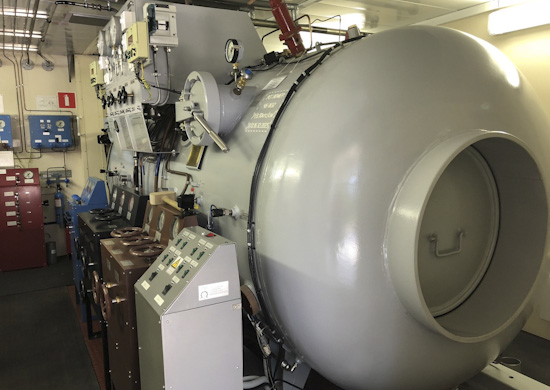
Barocomplesso subacqueo "Salvatore" della flotta russa del Pacifico

Per usare una camera iperbarica in ambito sportivo e professionale per l'effettuazione di decompressioni standard non ci sono particolari limitazioni, tutte le grandi aziende di lavori subacquei, i corallari, alcuni centri di immersione e talvolta navi da crociera per turismo subacqueo operanti in località distanti dai centri iperbarici ne possiedono una. In ambito terapeutico e ospedaliero le norme sono molto esplicative ed è necessaria la presenza di un medico esperto in terapia iperbarica, con almeno cinque anni di esperienza documentata nella specialità (vedi Normativa ISPESL sulle Camere Iperbariche). La direzione dell'impianto deve essere affidata a uno specialista in Anestesia e Rianimazione o a uno specialista in Medicina del Nuoto e delle Attività Subacquee, per la conduzione terapeutica è necessario anche un tecnico iperbarico abilitato; è quindi evidente che l'esecuzione di terapie iperbariche è demandata esclusivamente a personale fornito dei requisiti previsti dalla legge, proprio per la particolarità della branca specialistica e la tipologia dei pazienti che a essa afferiscono.

### Precauzioni
Nel caso di insorgenza di patologia da Decompressione (PDD) dopo una immersione è opportuno contattare il centro Iperbarico più vicino, avendo cura di idratare l'infortunato (se cosciente far bere almeno 2 - 3 litri di acqua) e somministrargli ossigeno normobarico a flussi elevati (almeno 10 litri/minuto), sino al raggiungimento della Camera Iperbarica. Nel caso di trasporto presso il centro iperbarico con mezzo aereo, il volo deve essere tenuto a bassa quota, per la diminuzione progressiva di pressione atmosferica verso le alte quote e relativo rischio di accelerazione dell'insorgere di embolie. Nel caso di sospetto di patologia da decompressione, in attesa di raggiungere il più vicino centro iperbarico o di arrivo dei soccorsi, deve essere posizionato in decubito laterale sinistro evitando assolutamente di sollevare le gambe del paziente per il grave rischio di embolizzazione massiva dei territori cerebrali.

### Attività subacquee
Le prime camere erano state ideate per permettere la decompressione del sommozzatore in ambiente confortevole, soprattutto in seguito a delle lunghe immersioni.
Attualmente nel caso di immersioni subacquee professionali e militari, le camere iperbariche sono ospitate a bordo dei mezzi navali addetti alle attività. I sommozzatori dopo le immersioni le usano per poter effettuare le lunghe soste di decompressione, e nel caso per ottenere eventuali trattamenti di ricompressione direttamente sul posto. La presenza della camera iperbarica in questi casi è indispensabile soprattutto considerando la lontananza o la inesistenza di centri iperbarici presso i luoghi di operazione.
Vengono usate le tabelle di decompressione che stabiliscono una esatta e specifica tempistica di sosta e permanenza alle varie quote per un determinato periodo di tempo e pressione a seconda del tempo di permanenza sul fondo e di profondità massima raggiunta.
Generalmente nelle immersioni lavorative per scopi civili o militari è prevista per legge la presenza di un impianto iperbarico sul mezzo appoggio, che oltre a eventuali scopi terapeutici ha la finalità di diminuire i tempi di decompressione degli Operatori Tecnici Subacquei (OTS).
Da un punto di vista classificativo si distinguono due tipologie di immersioni a seconda della profondità operativa:
basso fondale se svolte entro la fascia dei -50 m,
alto fondale se svolte oltre la fascia dei -50 m,
In Italia le camere iperbariche, per legge, debbono essere tutte multiposto con camera di equilibrio, al fine di consentire l'ingresso di personale in qualsiasi momento del trattamento, collegate a bombole e compressori ad aria compressa respirabile adeguati e scorte accessorie di gas relativi, ossigeno ed elio. La gestione delle operazioni a bordo è tenuta da personale specializzato, spesso gli stessi sommozzatori, con monitoraggio e gradi di allerta elevati e costanti quando i sommozzatori sono in immersione durante le operazioni, e in seguito all'interno della camera durante la soste decompressive.
Con il progresso tecnologico nel campo delle immersioni professionali, essa ha trovato largo utilizzo nelle immersioni in saturazione.
Con questa tecnica il sub è in grado di lavorare per diversi giorni a profondità notevoli e utilizzare la camera da decompressione, o meglio la stazione iperbarica, dotata dei vari necessari comfort, come abitazione, solitamente sistemata sulla nave appoggio e collegabile con campana presurizzabile di trasporto verso il fondo marino (vedi il recupero del Polluce presso l'Isola d'Elba), ed effettuare una sola decompressione alla fine del ciclo di operazioni.

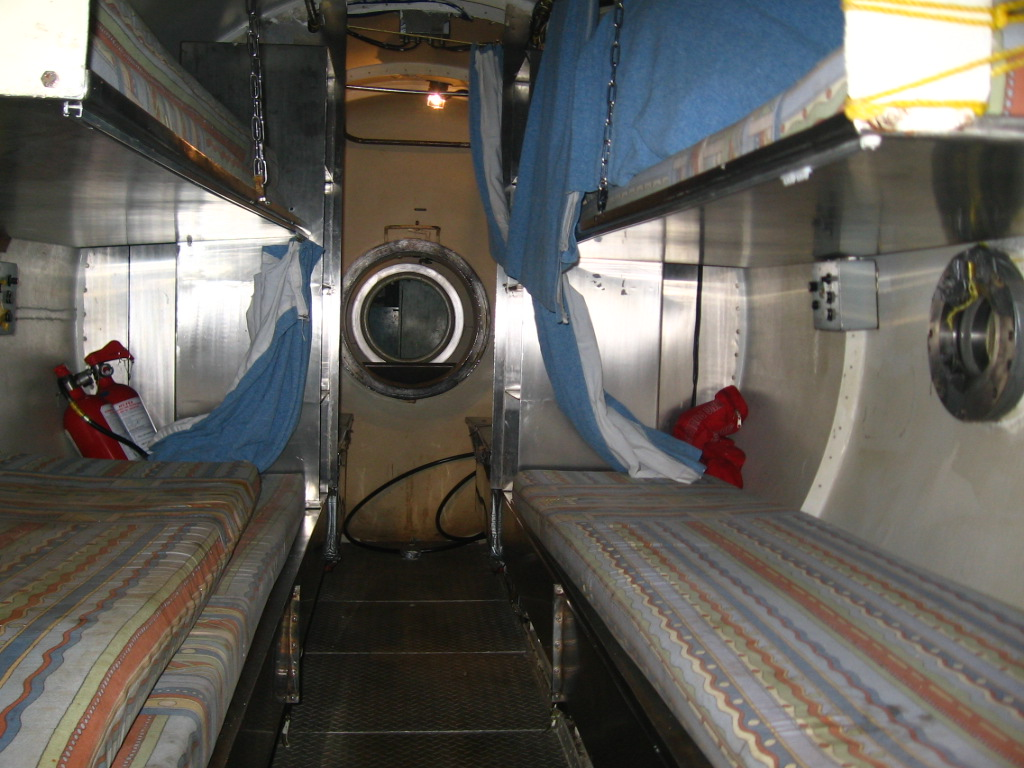
Una camera iperbarica usata per le immersioni in saturazione

### Trattamenti terapeutici
L'ossigenoterapia iperbarica viene prescritta dai medici per svariate patologie per alcune delle quali rappresenta colpa grave il mancato ricorso alla Terapia Iperbarica; l'elenco completo delle patologie trattabili in ambiente iperbarico è stato stilato dalla SIMSI (Società Italiana di Medicina Subacquea ed Iperbarica http://www.simsi.org/) e recepito dal Ministero della Sanità; vi sono alcune patologie che vengono trattate in fase sperimentale.

### Linee guida sulle indicazioni all'ossigenoterapia iperbarica 2007
Nel 2006 una commissione mista, formata da rappresentanti delle società scientifiche, Società Italiana di Anestesia, Analgesia, Rianimazione e Terapia Intensiva (SIAARTI), Società Italiana di Medicina Subacquea e Iperbarica (SIMSI) e di categoria, Associazione Nazionale Centri Iperbarici Privati (ANCIP), ha rivisto le Linee Guida sulle indicazioni all'Ossigenoterapia Iperbarica, alla luce delle nuove acquisizioni scientifiche e seguendo le regole della medicina basata sull'evidenza (EBM). Ne sono nate le linee guida italiane sull'uso dell'Ossigenoterapia Iperbarica (OTI).
Il documento contiene le indicazioni alla ossigenoterapia iperbarica:
1. Incidente da decompressione
2. Embolia gassosa arteriosa (iatrogena o barotraumatica)
3. Gangrena gassosa da clostridi
4. Infezione acuta e cronica dei tessuti molli a varia eziologia
5. Gangrena e ulcera nel paziente diabetico
6. Intossicazione da monossido di carbonio
7. Lesioni da schiacciamento e sindrome compartimentale
8. Fratture a rischio
9. Innesti cutanei e lembi a rischio
10. Osteomielite cronica refrattaria
11. Ulcere cutanee da insufficienza arteriosa, venosa e post-traumatica
12. Lesioni tissutali post-attiniche
13. Ipoacusia improvvisa
14. Osteonecrosi asettica
15. Retinopatia pigmentosa
16. Sindrome di Menière
17. Sindrome algodistrofica
18. Paradontopatia

## Pericoli e misure di sicurezza
Nonostante questa serie di utili benefici c'è da considerarne anche la potenziale pericolosità: ci sono stati infatti negli anni diversi incidenti. L'incidente più grave in Italia è avvenuto il 31 ottobre 1997 presso l'ospedale privato Galeazzi di Milano, quando a causa del malfunzionamento del sistema antincendio della camera ben 11 persone furono arse vive e morirono intrappolate all'interno.
La pericolosità delle camere iperbariche è data dalla presenza di ossigeno in alte concentrazioni in un ambiente iperbarico. Essendo comburente rende la combustione dei materiali combustibili molto più facile. Un evento di questo tipo nello spazio ristretto della camera e l'impossibilità spesso di aprire rapidamente il portello, tenuto bloccato dalla pressione interna, rende questi incidenti spesso mortali.
Normalmente la camera iperbarica, sia per questioni di sicurezza sia di costi, non viene riempita con ossigeno puro, ma con normale aria compressa. L'ossigeno, se somministrato, viene fornito solo tramite mascherine o erogatori a richiesta molto simili a quelli dei subacquei. Nelle moderne camere iperbariche esiste un sistema di recupero dell'espirato che permette di eliminare al di fuori della camera l'ossigeno espirato in modo da non alterare l'aria interna.

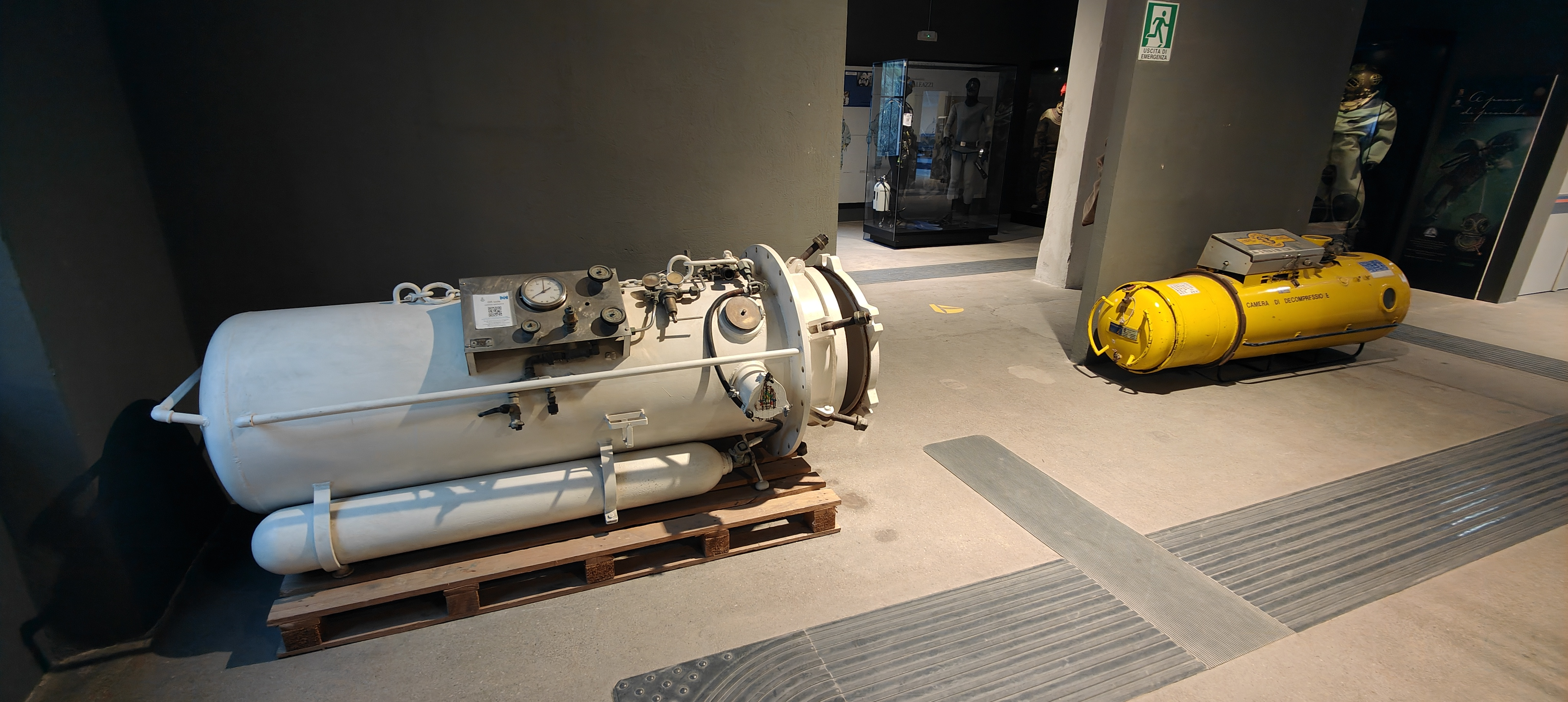
Camere di decompressione esposte al Museo Navale di Imperia

Esistono tuttavia anche camere monoposto, utilizzate per particolari patologie, che utilizzano un'atmosfera arricchita in ossigeno. Si tratta di camere intrinsecamente meno sicure per via della presenza di ossigeno compresso in tutto il volume della camera.
Sono stati fatti diversi studi sulla casistica degli incidenti avvenuti nelle camere iperbariche.
Fino agli anni sessanta venivano utilizzati all'interno della camera tessuti infiammabili, seggiolini in legno, lampade a incandescenza, non esistevano sistemi antincendio e l'olio dei compressori entrava nella camera sotto forma di aerosol e si depositava sulle pareti. Prima del 1980 più di metà degli incidenti era causato da problemi elettrici, ma da allora in Europa e Nordamerica sono state prese tutte le precauzioni necessarie tanto che il problema è stato praticamente eliminato.
Attualmente tutte le camere iperbariche devono soddisfare norme severissime e anche le attrezzature mediche eventualmente da utilizzare (defibrillatori, elettrocardiografi, rianimatori, ecc) devono essere dedicate e progettate in modo da non produrre scintille. Il sistema di illuminazione è all'esterno e la luce viene portata all'interno da speciali oblò. L'umidità dell'aria viene mantenuta alta per ridurre l'accumulo di cariche elettrostatiche.
Il pericolo maggiore, in particolare nelle camere monoposto che utilizzano un'atmosfera di ossigeno, rimane l'introduzione di oggetti in grado di generare fiamme o scintille. È sufficiente anche indossare abiti o copertine fatte in materiale sintetico che per sfregamento generano elettrostaticità e quindi fiamme.
Tristemente famoso fu il caso di Salvatore Iannelli, un bimbo di quattro anni di Napoli sottoposto a trattamento in una camera a ossigeno puro morto in seguito a un incendio causato da un giocattolo in grado di generare scintille che gli era stato lasciato per farlo stare buono.
Proprio in seguito a questi incidenti si sono sviluppate una serie di procedure in grado di ridurre qualsiasi rischio di incendio: da un lato si cerca di ridurre al minimo la quantità di ossigeno nella camera, dall'altro si è migliorato il controllo degli oggetti introdotti dai pazienti, anche attraverso sofisticate tecniche di analisi dell'aria in grado di individuare tracce anche minime di prodotti di combustione. Ai pazienti è assolutamente vietato indossare abbigliamento sintetico e portare con sé qualunque tipo di oggetto che produca o possa produrre una combustione come ad esempio accendini e scaldamani a carbonella. Inoltre a scopo precauzionale si fanno depositare all'esterno anche cellulari, orologi non subacquei, chiavi, torce e i dispositivi a batteria in genere.
Allo scopo di individuare sul nascere qualunque tipo di combustione in alcune camere è installato un sensibilissimo sistema di rilevazione di fumo che attraverso appositi condotti analizza costantemente l'aria della camera iperbarica.

## Incidenti recenti
Un grave incidente è avvenuto negli Stati Uniti, a Lauderdale-by-the-Sea il 1º maggio 2009, presso l'OHNC della Florida, Centro di terapia iperbarica neurologico del Dr. Neubauer's, per un incendio verificatosi all'interno della camera iperbarica, e ha coinvolto due cittadini italiani: Francesco Pio Martinisi, di soli 4 anni, rimasto ustionato sul 90% del corpo e deceduto l'11 giugno e la nonna, Vincenza Pesce, che lo assisteva, anche lei è morta in seguito alle gravissime ustioni riportate. Il fatto ha destato notevole scalpore poiché per il bambino, affetto da una particolare disfunzione neurologica, era stata creata una petizione di raccolta fondi con relativo sito e blog, e per cui si era interessato anche l'ex-presidente della Repubblica Giorgio Napolitano.